# Butynga
Butynga (lit. Būtingė) – miejscowość na Litwie, w okręgu kłajpedzkim, w rejonie miejskim Połąga. Leży przy granicy z Łotwą, nad Morzem Bałtyckim, 17 km od Połągi.
Znajduje się tutaj terminal naftowy rafinerii ropy naftowej w Możejkach. Od końca lipca 2006 (gdy Rosja przerwała dostawy ropociągiem Przyjaźń) jest to jedyne źródło dostaw ropy naftowej do tego zakładu.